# 布鲁克黑文国家实验室
布鲁克黑文国家实验室（Brookhaven National Laboratory，简称BNL）是美国的一所国家实验室，位于纽约州长岛蘇福克縣布鲁克黑文镇的阿普顿，1947年在前美国基地阿普顿营原址建造。该实验室由布鲁克黑文镇而得名。
实验室本來由美國原子能委員會所擁有，後來因委員會被合併而轉交給美國能源部再外判予各大學及研究機構。現時实验室由石溪大學及巴特爾紀念研究所合夥經營的的布鲁克黑文科学协会管理。
实验室約僱用3000名科學家、工程師及其他技術人員，每年接待4000名訪問學者。实验室的研究共產生七名諾貝爾獎得獎者。
实验園區設有獨立的警署、消防局及郵遞區號(11973)。園區共估5,265-英畝（21-平方）。